# Quintus Marcius
Quintus Marcius (Crispus) est un homme politique et militaire de la fin de la République romaine, probablement à la fois lieutenant de Jules César et consul suffect en 36 av. J.-C.
Il est supposé ici que le « Marcius Crispus » édile, légat, préteur, lieutenant de César et proconsul entre 58 et 43 av. J.-C. est le même homme que le « Quintus Marcius » consul suffect en 36 av. J.-C.

## Famille
Il est membre de la gens plébéienne Marcia.

## Biographie du proconsul
Crispus est peut-être édile en 58 av. J.-C. Il est ensuite nommé comme un des légats de Lucius Calpurnius Piso Caesoninus, servant en Macédoine de 57 à 56-55 av. J.-C., Une année comprise entre 54 et 47 av. J.-C., il devient sans doute préteur.
Bien que n'ayant pas d'étroits liens familiaux ou politiques avec Jules César, il sert sous le dictateur en Afrique comme légat en 46 av. J.-C., Au cours de cette partie de la campagne militaire, il est chargé d'attaquer la ville de Thabena, dont il s'empare et y place une garnison.
En 45 av. J.-C., il devient proconsul de la province de Bithynie-Pont. L'année suivante, il mène trois légions en Syrie, pour soutenir le gouverneur césarien Lucius Staius Murcus qui combat l'ancien gouverneur pro-pompéien Quintus Caecilius Bassus. Ensemble, les Césariens acculent Bassus à Apamée et sont acclamés imperator par leurs troupes au début de l'année 43 av. J.-C.
En 43 av. J.-C., il est relevé de son proconsulat en Bithynie et son commandement des trois légions en Syrie lui est dépouillé par Caius Cassius Longinus, un des principaux assassins de César et nouveau gouverneur de Syrie. Contrairement à Murcus, il refuse de servir sous Cassius et se retire temporairement de la vie politique.

## Consulat de 36 av. J.-C.
Un « Quintus Marcius » est consul suffect en l'an 36 av. J.-C. avec Lucius Nonius Asprenas,,.